# Caldes de Malavella
Caldes de Malavella o simplement Caldes, és una vila i municipi de la comarca de la Selva, Catalunya. Caldes de Malavella és a mig camí de la Costa Brava i de la Serra de les Guilleries, a la plana de la Selva, rica en contrastos, patrimoni i tradició. L'aigua termal és el patrimoni més característic i original de Caldes, ja que l'evolució al llarg del temps, incloent-hi la cultura artística, en beu directament.

## Geografia
- Llista de topònims de Caldes de Malavella (Orografia: muntanyes, serres, collades, indrets..; hidrografia: rius, fonts...; edificis: cases, masies, esglésies, etc).

## Nuclis i veïnats
| Entitat de població         | Habitants (2024) |
| Caldes de Malavella         | 3.659            |
| el Llac del Cigne           | 1.382            |
| Aigües Bones                | 1.055            |
| Can Carbonell               | 514              |
| Can Solà Gros I             | 376              |
| Can Solà Gros II            | 347              |
| Malavella Parc              | 275              |
| Tourist Club                | 222              |
| Franciac                    | 119              |
| Sector Residencial del Golf | 116              |
| Veïnat de Baix              | 105              |
| Veïnat d'Israel             | 97               |
| Santa Seclina               | 65               |
| Veïnat de les Mateues       | 63               |
| Veïnat de Dalt              | 50               |
| Font: Idescat               |                  |

## Demografia
| 1497 f | 1515 f | 1553 f | 1717 | 1787 | 1857  | 1877  | 1887  | 1900  | 1910  |
| ------ | ------ | ------ | ---- | ---- | ----- | ----- | ----- | ----- | ----- |
| 101    | 98     | 130    | 539  | 996  | 1.933 | 1.835 | 1.954 | 1.835 | 2.023 |

| 1920  | 1930  | 1940  | 1950  | 1960  | 1970  | 1981  | 1990  | 1992  | 1994  |
| ----- | ----- | ----- | ----- | ----- | ----- | ----- | ----- | ----- | ----- |
| 2.094 | 2.150 | 2.325 | 2.320 | 2.524 | 2.880 | 2.812 | 3.160 | 3.186 | 3.186 |

| 1996  | 1998  | 2000  | 2002  | 2004  | 2006  | 2008  | 2010  | 2012  | 2014  |
| ----- | ----- | ----- | ----- | ----- | ----- | ----- | ----- | ----- | ----- |
| 3.598 | 3.752 | 4.031 | 4.365 | 4.925 | 5.674 | 6.459 | 6.920 | 7.071 | 7.130 |

| 2016  | 2018  | 2020  | 2022  | 2024  | 2026 | 2028 | 2030 | 2032 | 2034 |
| ----- | ----- | ----- | ----- | ----- | ---- | ---- | ---- | ---- | ---- |
| 7.220 | 7.458 | 7.872 | 8.196 | 8.509 | -    | -    | -    | -    | -    |

## Economia

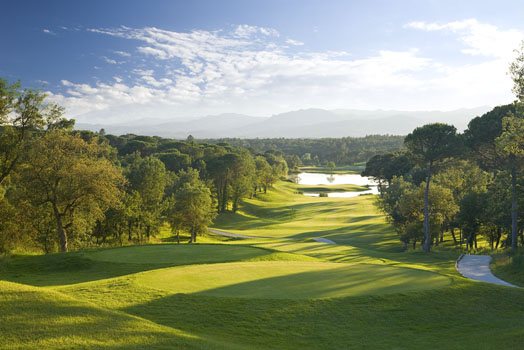
Panoràmica del club de Golf PGA Catalunya, a Caldes

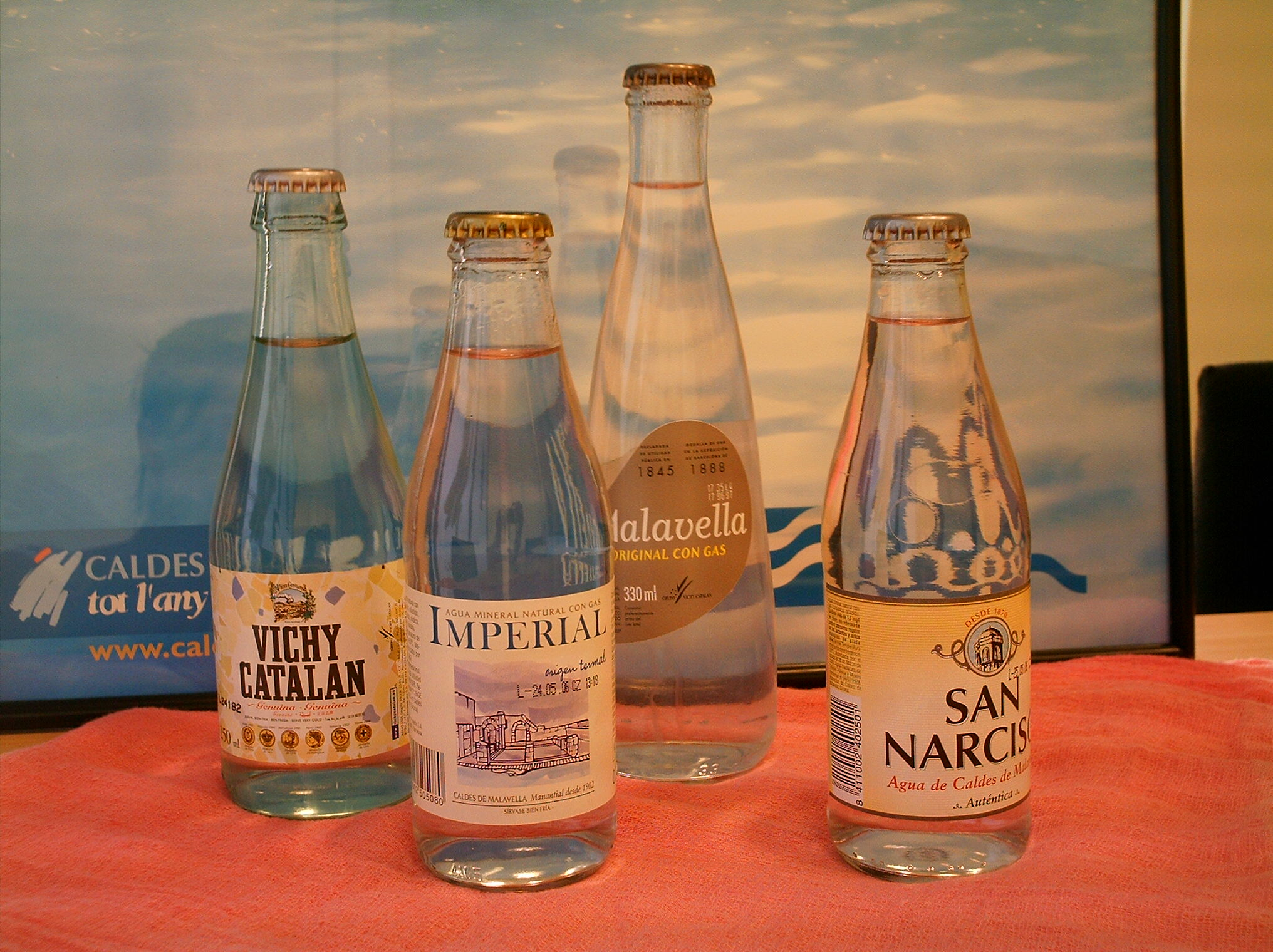
Ampolles d'aigua embotellada a la població

Hi ha dos balnearis que aprofiten les aigües termals del municipi en els que les aigües brollen a una temperatura de 60 °C.
La principal activitat econòmica és al sector serveis (hotels, restaurants, golf) i en la indústria dedicada a l'embotellament de les aigües termals. Hi ha tres plantes embotelladores dins del terme municipal (Malavella, Aigua Sant Narcís i Vichy Catalán). També hi ha un camp de golf de la PGA i un Pitch&Putt.

## Història
Gràcies al descobriment d'unes restes arqueològiques al Puig de les Ànimes, es creu que els orígens del poble de Caldes es remunten al Paleolític superior. Aquestes restes testimonien que Caldes ja era lloc de pas d'humans en el Paleolític, ja que en època de cacera es desplaçaven seguint els ramats d'animals i havien de parar a descansar en llocs on hi havia aigua. Però no és fins al segle i, amb la romanització, que Caldes es converteix en nucli urbà. El fet de tenir aigua calenta va ser molt important perquè això succeís, així que Caldes es va convertir en una important estació termal nomenada "Aquis Voconis". Posteriorment, i amb l'estatut del dret llatí, la vila de Caldes va passar a ser municipi romà.
Aquae Calidaeː A diferència d'altres ciutats romanes que van néixer per interès militar o estratègic, podem dir que Caldes es constitueix a partir d'un interès per la salut i el lleure. La gent acudia a les termes per curar-se, ja que l'aigua de Caldes tenia qualitats curatives. El fet que se situés a prop del traçat de la Via Augusta ajudava que molts viatgers es paressin per descansar i avituallar-se. Durant l'època del cristianisme, en els segles iv i v dC, va aparèixer una necròpoli paleocristiana entre l'actual carrer Sant Esteve i el Passeig de Ronda, als afores del que hauria estat el nucli romà.
Passen els segles i Caldes va evolucionar com les altres poblacions per arribar a l'època medieval. Durant aquesta època, l'aspecte del nucli varia una mica, ens trobem amb l'emmurallament de la vila, del qual ens queden unes teles de paret i tres torres circulars ubicades al Turó de Sant Grau. Aquí s'ubicava el castell anomenat de Caldes, que es va convertir en símbol de poder feudal: es van prohibir els banys públics utilitzats pels romans i al seu lloc es va aixecar aquest castell.
Anys més tard, els banys s'utilitzaren com a hospital per a activitats curatives.
L'altre castell anomenat de Malavella, del segle xi, es troba al turó de Sant Maurici i en la seva època era de proporcions importants. Aquí també es troba l'ermita de Sant Maurici, d'època més moderna. Aquesta ermita és d'una sola nau i es va edificar aprofitant una de les torres del castell. Actualment constitueix un lloc molt apreciat pels habitants de Caldes sent lloc de veneració, i on se celebra un concorregut aplec cada 22 de setembre.
Es pot destacar, també, que a Caldes hi va haver diferències entre l'església i la noblesa, per la qual cosa l'església romànica de Sant Esteve no forma part del nucli urbà. Està situada fora de les muralles, però amb el temps ambdues parts es van anar ajuntant a causa del creixement i es va formar una classe de petit raval.
Durant el segle xvii i a causa del creixement, les activitats agràries i artesanals van cobrar importància gràcies al pas de viatgers per la Via Augusta, llavors Camí Ral.
A partir d'aquest moment, la imatge que tenim de Caldes és la d'una població rural amb aigua termal però sense explotació ni pràcticament cap altre ús de l'aigua, que l'ús personal, mentre que altres zones del nostre país a començaments del segle xix ja comptaven amb establiments particulars de banys i explotacions de tractaments terapèutics.
No és fins a la segona meitat del segle xix que Caldes es converteix lentament en vila balneària. Els brolladors que ho van fer possible estaven situats en tres turons: el Puig de les Ànimes que contenia més de dos brolladors, la font de la "Pedrera", la font Xica i la font del Fetge. En el nucli urbà, en el Puig de Sant Grau, s'ubicaven les fonts que van ser explotades tradicionalment pels veïns: els Bullidors, el raig de Sant Grau, la font de l'Hospital i la font de Sant Narcís o d'en Pla. Finalment, i molt a prop del Puig de les Moleres, la Font de la Mina o d'en Xiberta i el Raig o Rec d'en Mel, descobertes el 1829 quan es va obrir una rasa per dessecar un camp pantanós.
L'any 1840, es va construir el primer establiment de banys modern, aprofitant les aigües d'"Els Bullidors", i a més es van instal·lar altres cases de banys, petits edificis amb capacitat limitada, que seran els antecedents dels futurs balnearis del segle xix. A partir d'aquest moment amb la construcció dels grans balnearis, Caldes es consolidarà com a poble d'estiuenc i funcionarà entorn de l'activitat balneària. Aquesta activitat comporta un augment de la població procedent majoritàriament de Barcelona i, sovint, d'elevada posició social.
Tot això comporta canvis dins de l'estructura de la població de Caldes. Caldes creixerà i s'expandirà entorn de l'àrea d'influència dels balnearis, on es construeixen noves edificacions (xalets, cases, torres...) d'aspecte modernista. Apareixen també altres elements com jardins, parcs i passeigs que utilitzaven els estiuejants per gaudir de la calma i tranquil·litat de la vida rural. L'estació de ferrocarril facilita l'accés i l'afluència dels visitants i és també una novetat.
A causa de la importància que cobra l'aigua, les activitats econòmiques es veuran modificades i començaran a girar al voltant de l'aigua i els estiuejants, i paral·lelament a la revitalització de l'activitat termal, s'inicia un procés de comercialització de l'aigua mineral. De tota manera, això no assolirà unes dimensions considerables fins als anys trenta. Aquests dos fets faran que aparegui una nova oferta laboral basada tant en el sector dels serveis com en la indústria embotelladora 

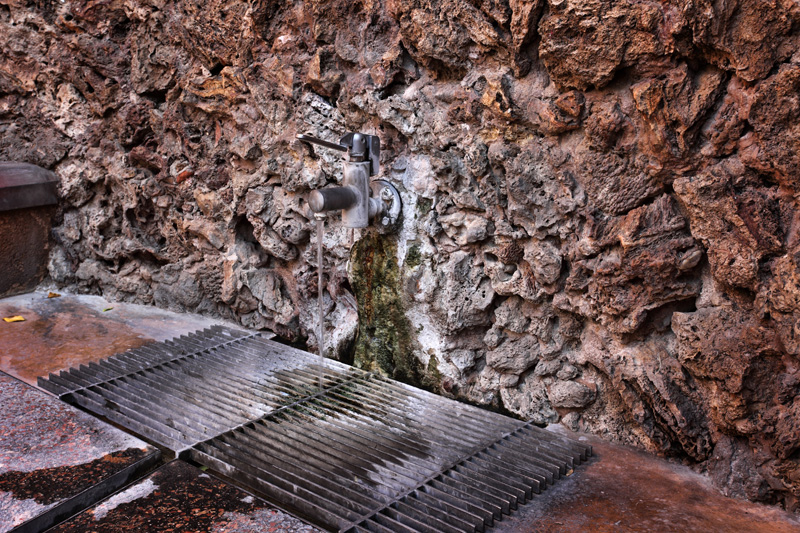
Font d'aigua termal, l'aigua emergeix a 56-60º
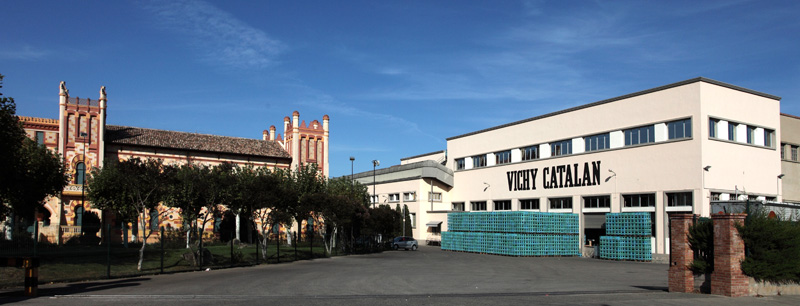
Exemple d'indústria embotelladora caldenca

## Cultura
Es conserven restes de l'antic terme romà d'Aquae Calidae, compostes per una piscina termal que està envoltada d'habitacles destinats a la realització dels tractaments a base d'olis. Les troballes trobades durant les excavacions de la zona s'exposen en el Museu d'Arqueologia de Catalunya, situat en Girona. Entre les peces que s'exposen es troba un cap de gos realitzat en bronze així com monedes corresponents a diversos períodes.

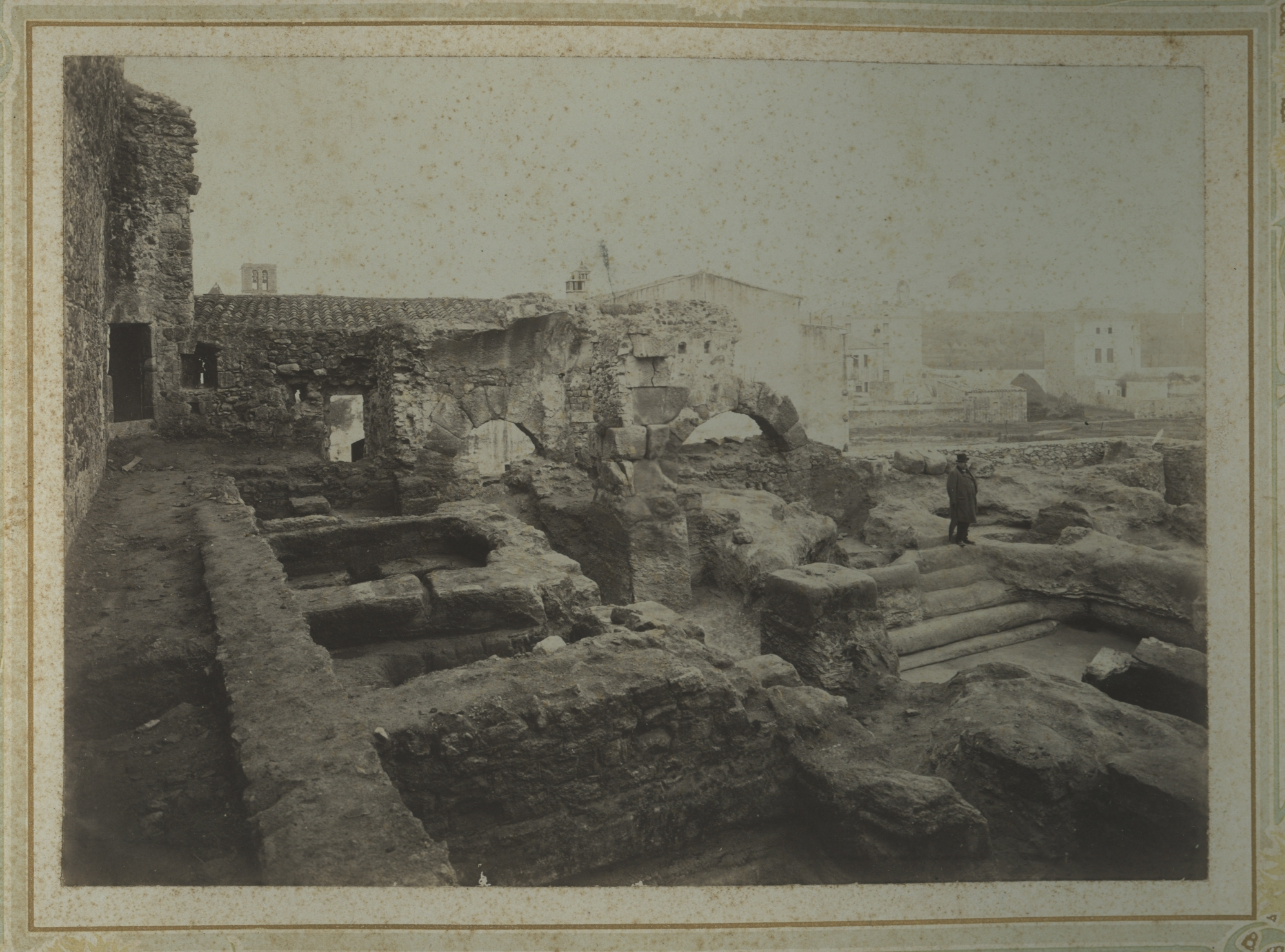
Termes Romanes del Puig de Sant Grau a principis del S.XIX. Fotografia de la col·lecció d'Antoni Vila.

L'església parroquial de Sant Esteve és d'origen romànic, construïda a finals del segle xi, encara que ha estat molt modificada. Va anar una de les possessions del monestir de Sant Salvador de Breda. Té planta basilical i tres àbsides decorades amb llambordes. La portalada és renaixentista i el campanar de base quadrada.
A Sant Maurici es troben les restes de l'antic castell de Malavella. Segons una llegenda en aquesta fortalesa, citada en documents de 1057, vivia una 'mala vella', que va donar origen al topònim de la vila. Aprofitant les pedres del castell es va construir una capella dedicada a Sant Maurici. A la zona de Sant Grau es troben les restes del castell de Caldes, documentat per primera vegada en 1362. Va formar part de la baronia de Llagostera i va ser enderrocat al segle xix.
Caldes de Malavella celebra la seva festa major el primer cap de setmana del mes d'agost, i la Fira de l'Aigua el primer cap de setmana d'octubre. A més a més, cada estiu es realitzen visites teatralitzades, i periòdicament mercats i fires temàtiques.

## Llocs d'interès
Una passejada al llarg de la vila equival a una passejada a través de la història; entre ruïnes romanes, restes medievals i construccions modernistes i noucentistes. Finalitzada la passejada, i amb necessitat de relaxació, les aigües del poble, de reconegudes propietats curatives, ofereixen tractaments hidroterapèutics, des de les fonts d'aigua calenta o des dels balnearis.

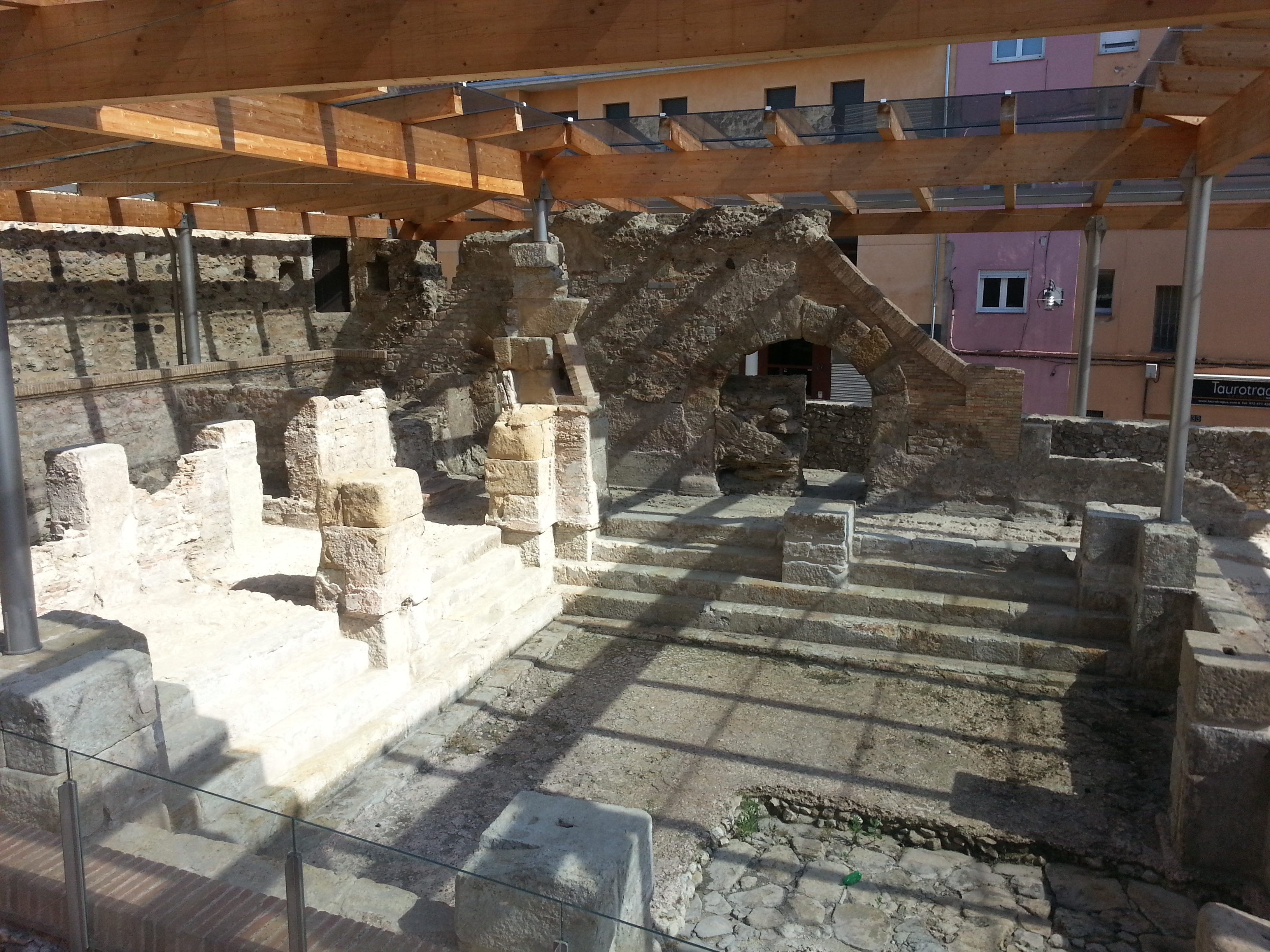
Termes Romanes del puig de Sant Grau
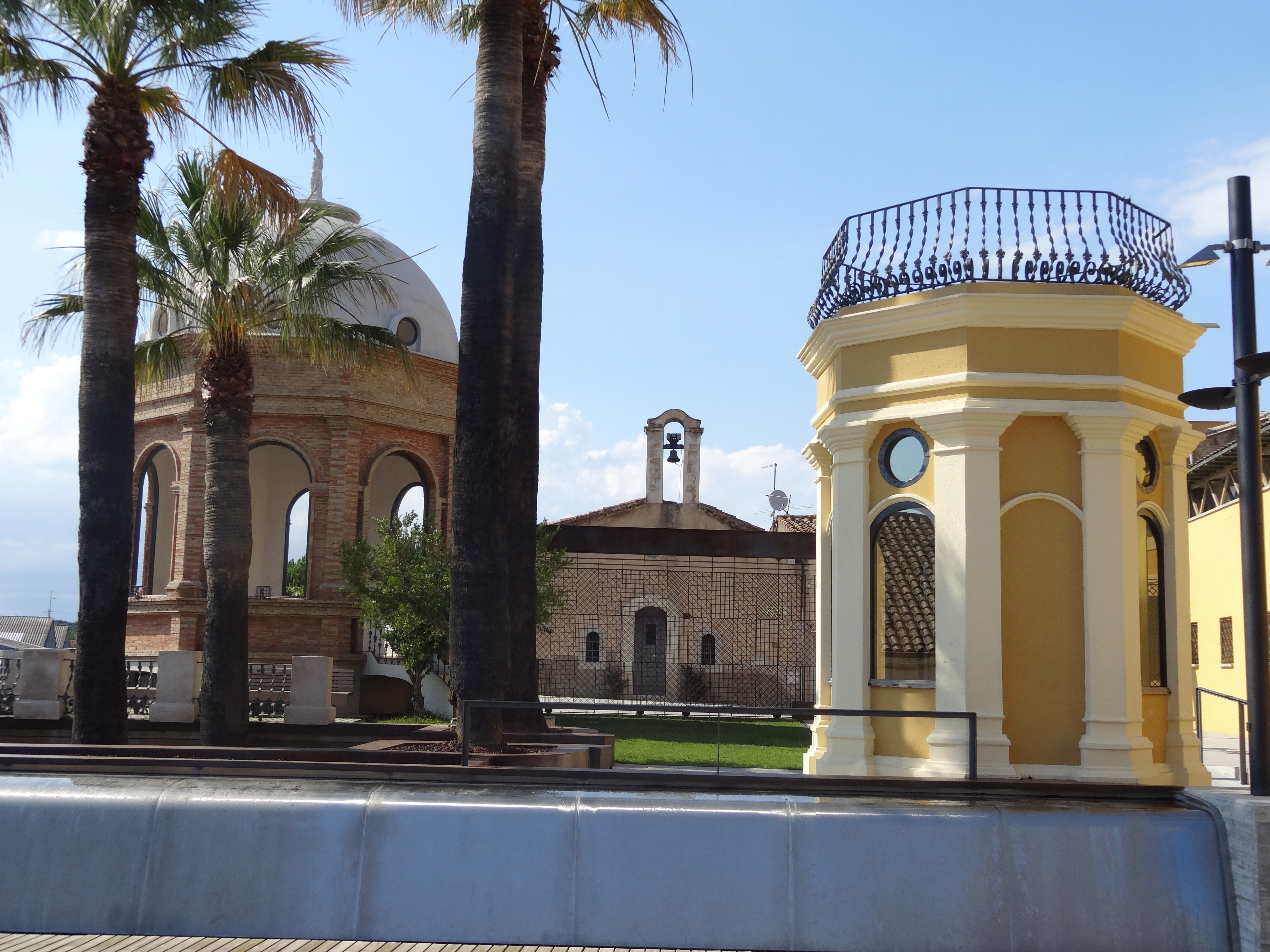
Jardins de Sant Grau
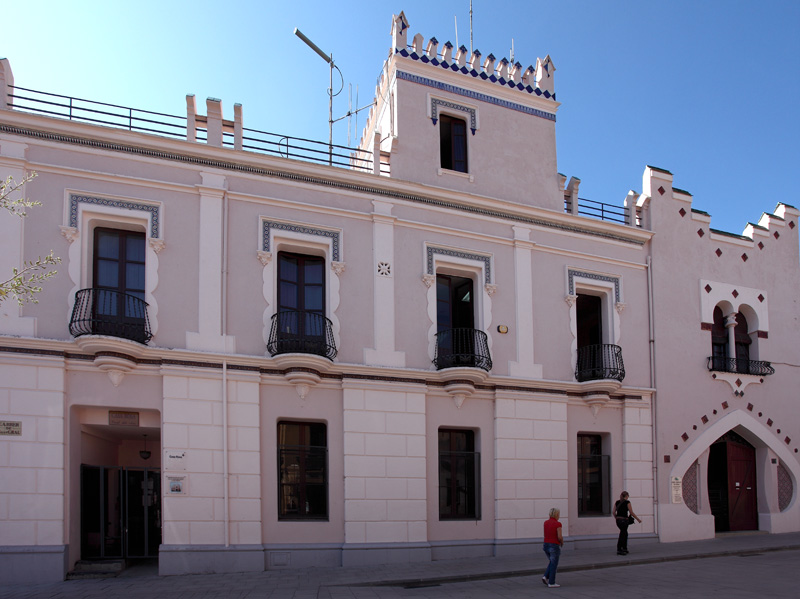
Casa Rosa
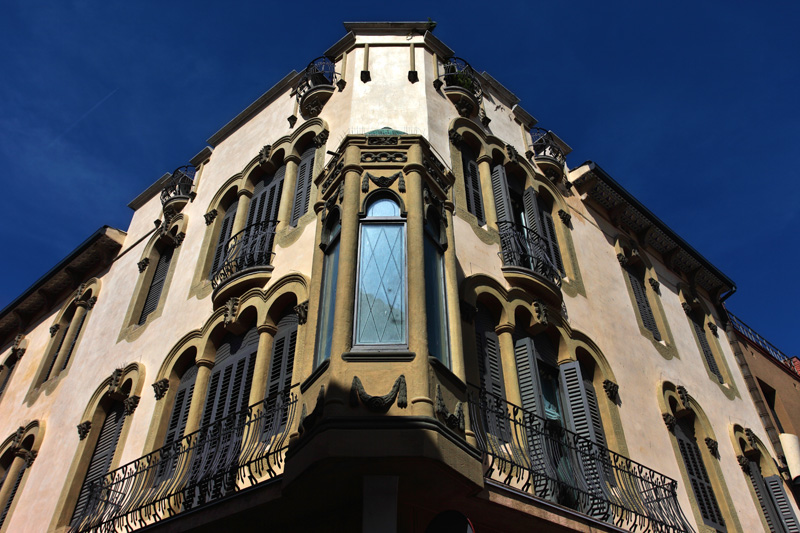
Casa Quintana
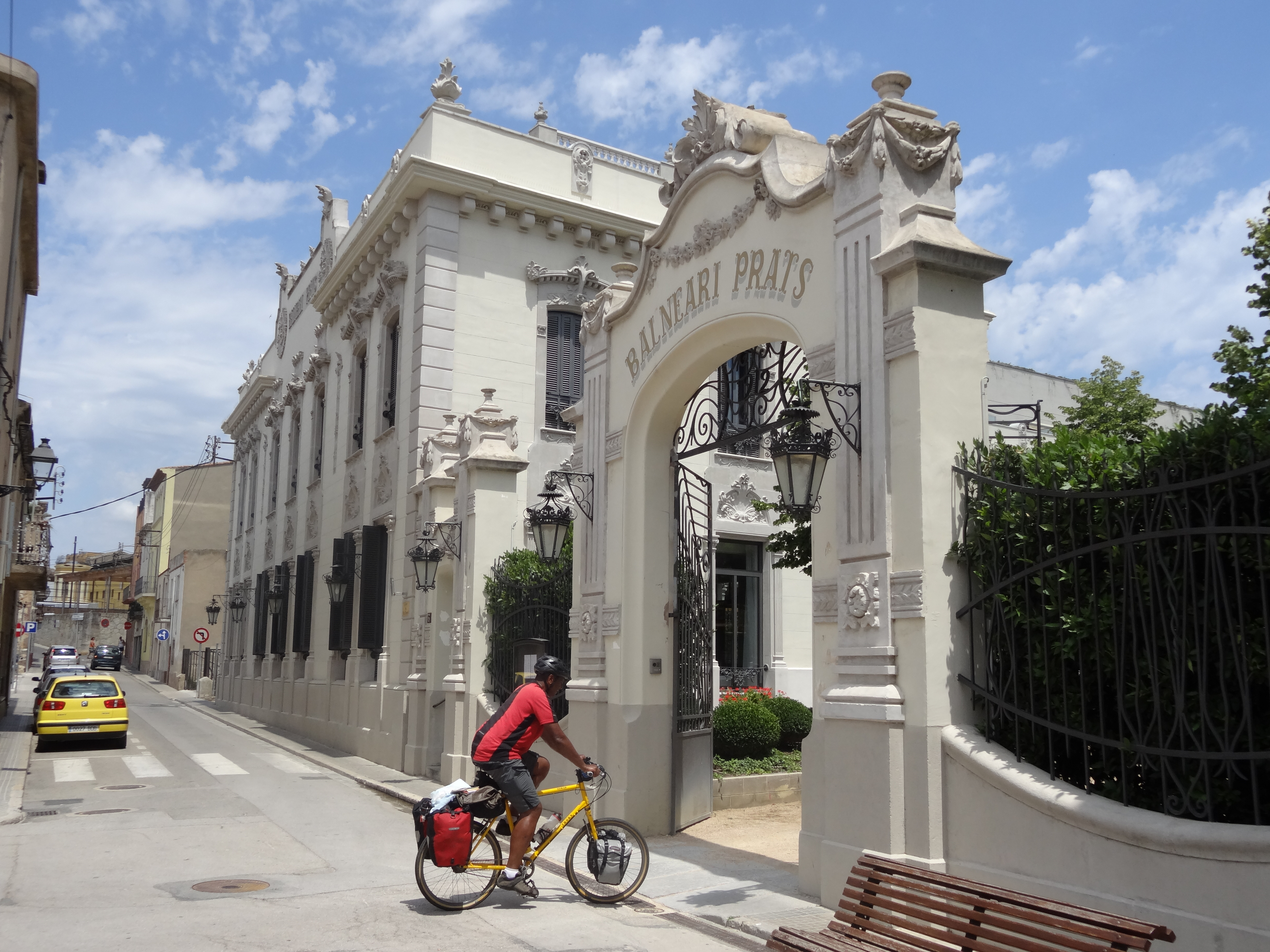
Balneari Prats
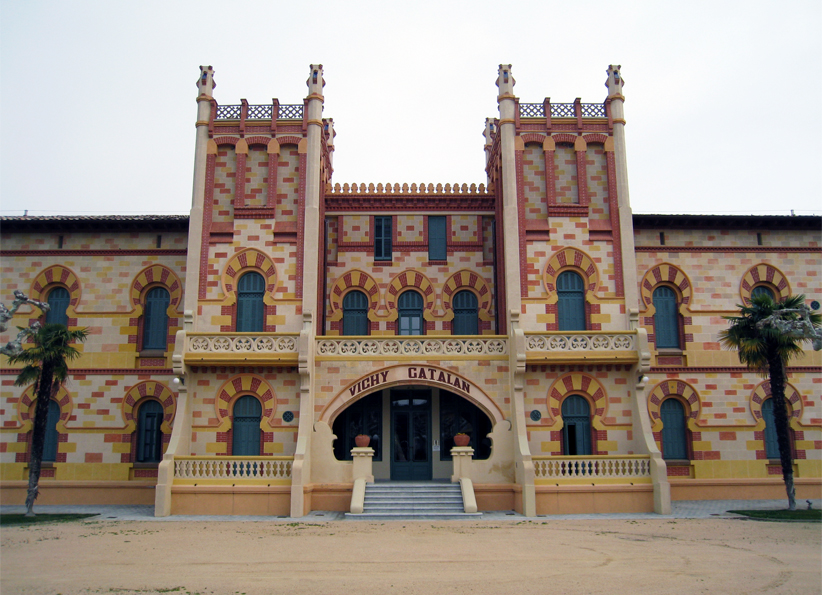
Balneari Vichy
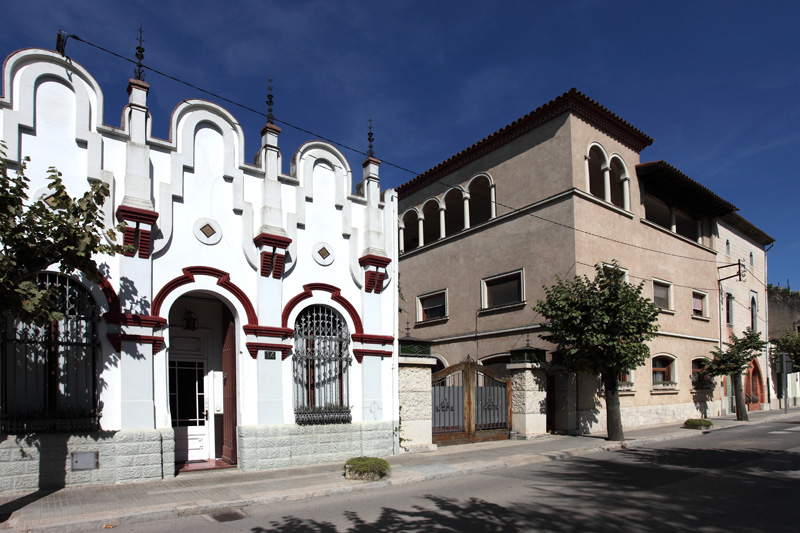
Casa Punxes
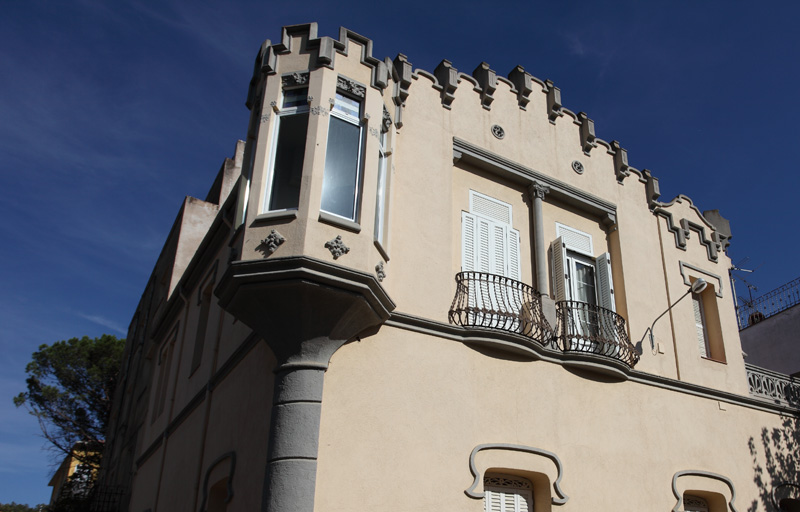
Casa Mas i Ros
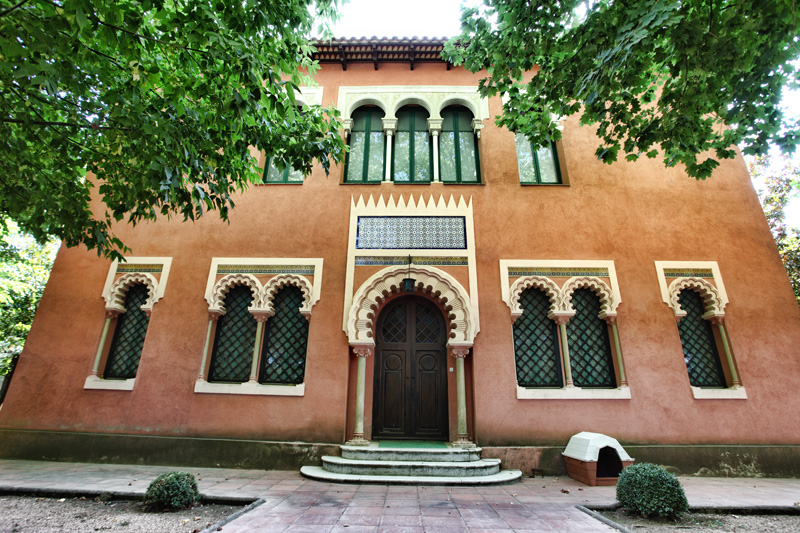
Torre Alemanys
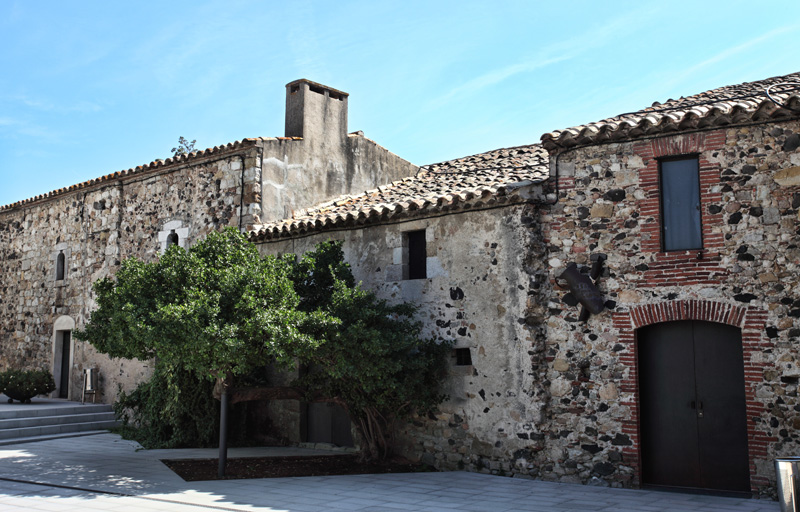
Cal Ferrer de la Plaça
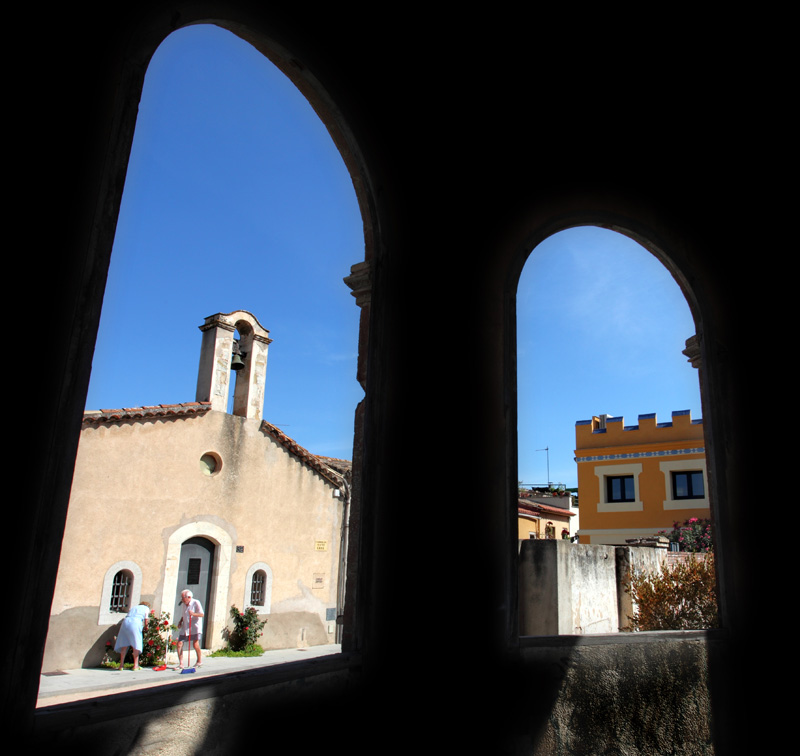
Sant Grau
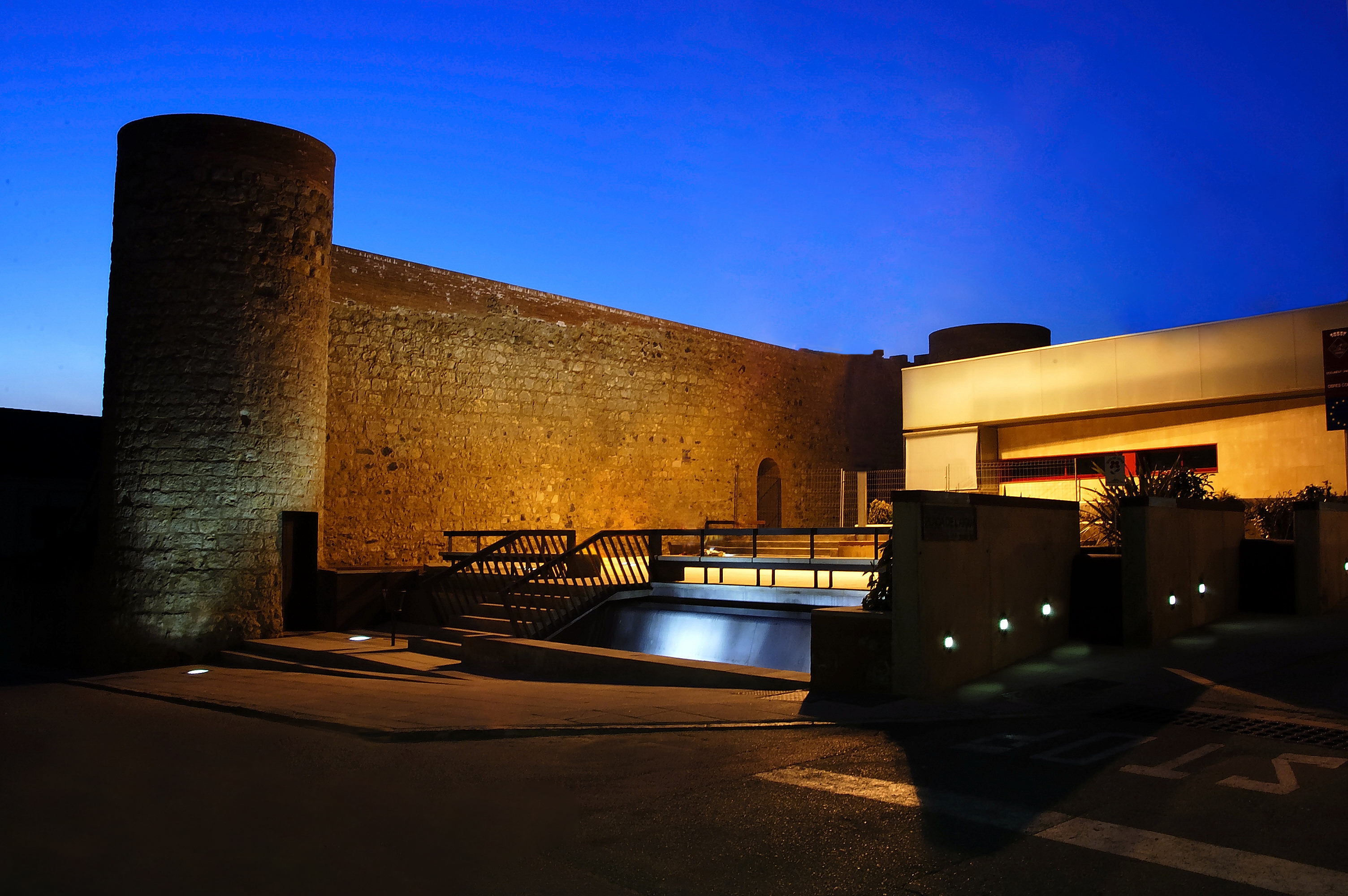
Plaça de l'Aigua i Muralla
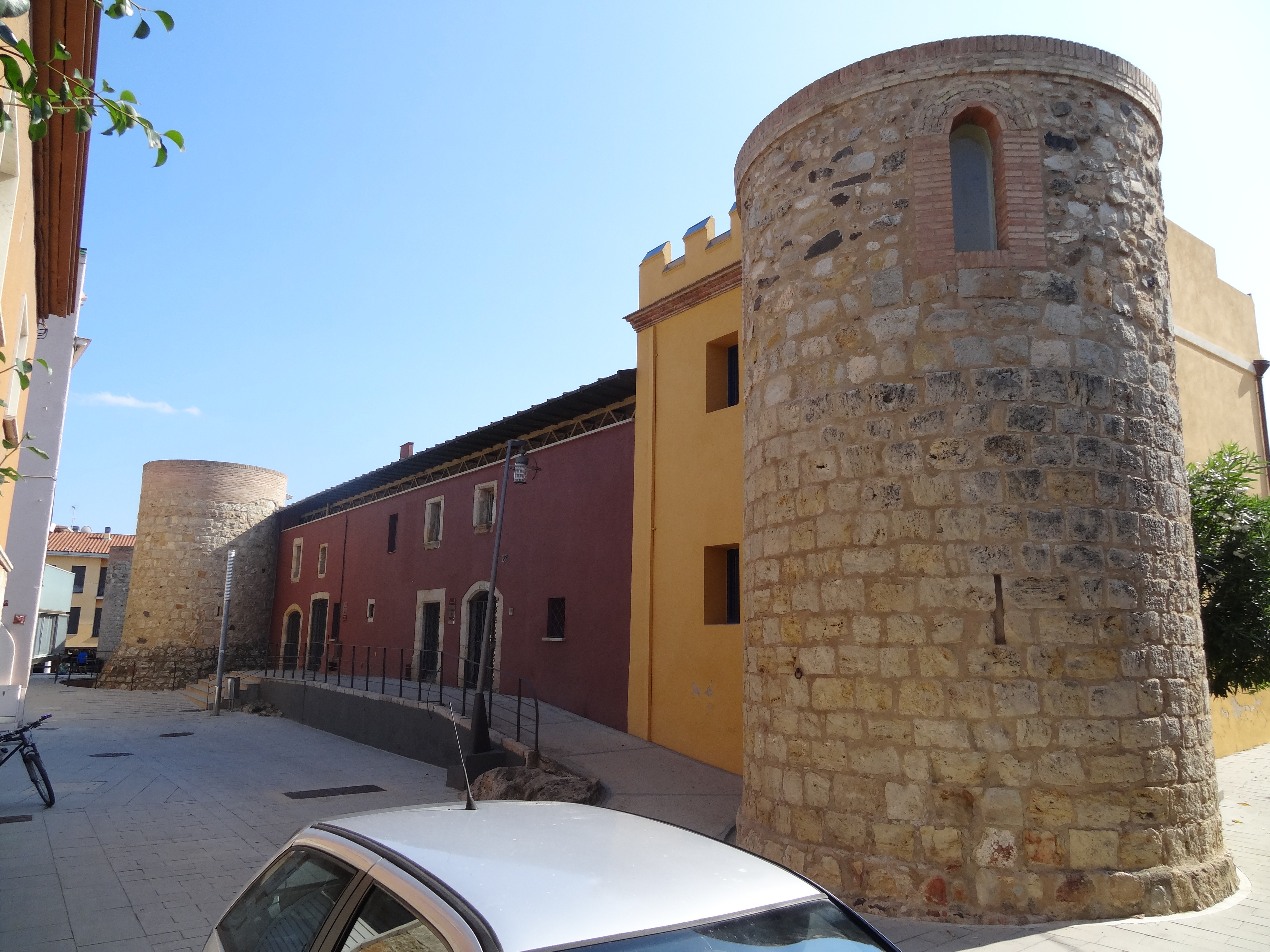
Muralla i Castell de Caldes
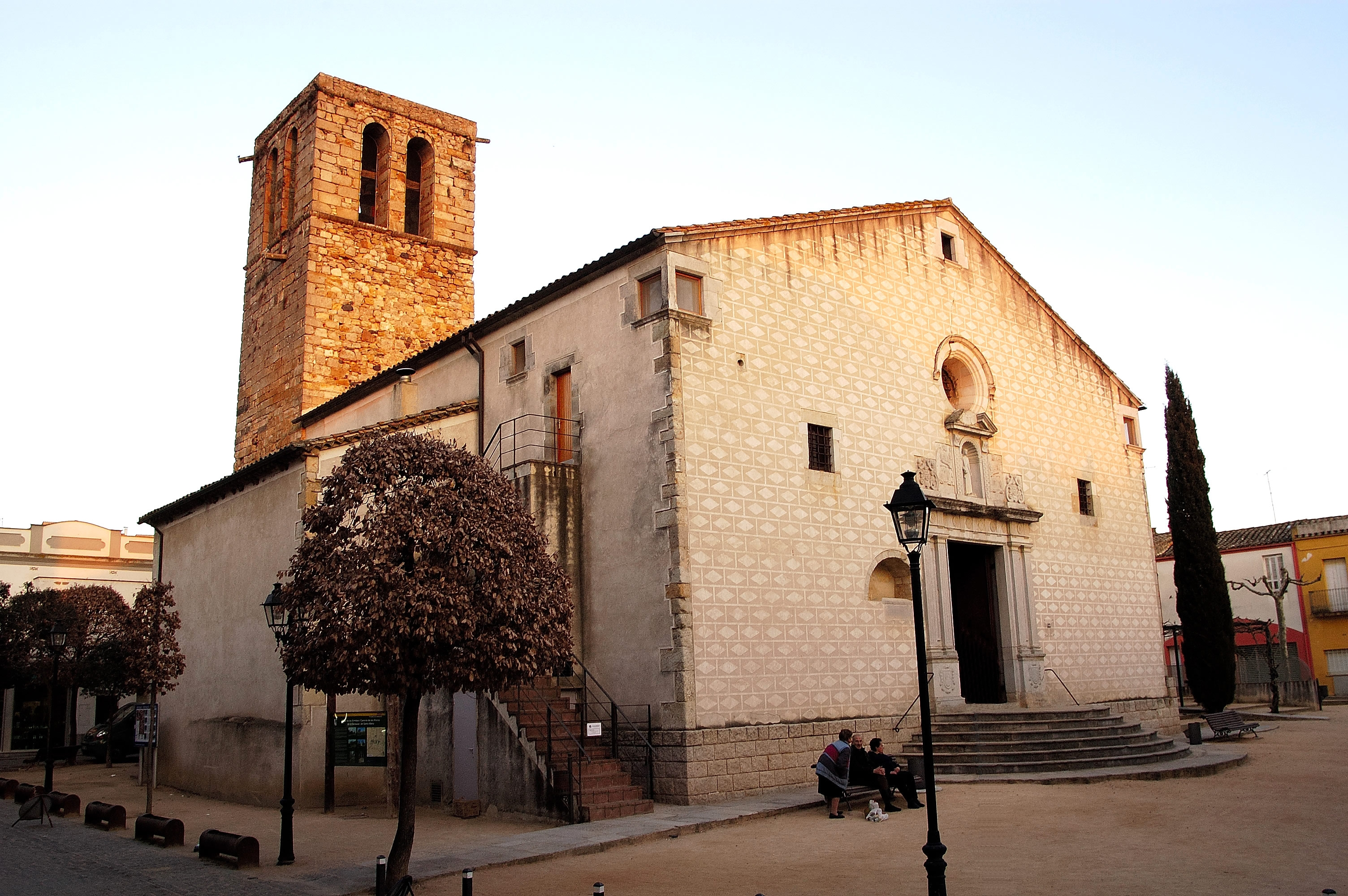
Església parroquial de Sant Esteve

### Termes romanes i entorn

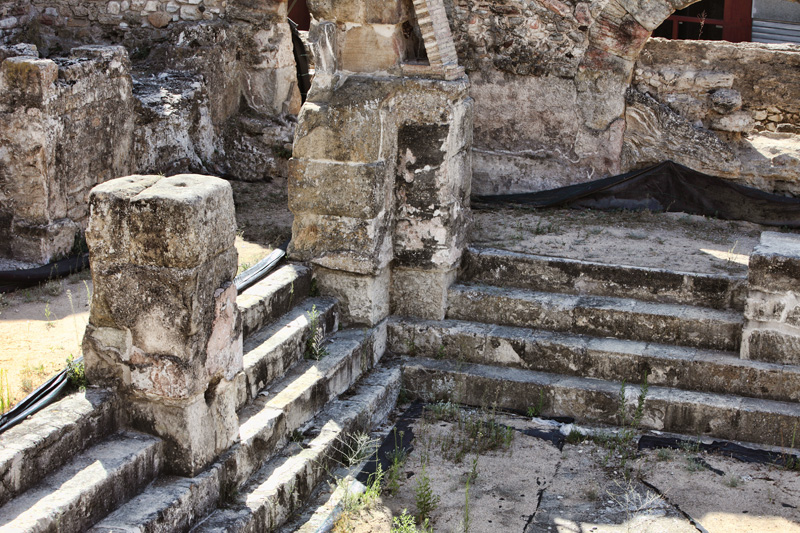
Termes Romanes de Caldes

Monument històric d'interès nacional. Són les restes més ben conservades del municipi romà d'Aquae Calidae, actualment Caldes de Malavella. La recuperació de les termes va començar amb les excavacions arqueològiques de Norbert Font i Sagué en el període 1897-1902. Després d'anys d'inactivitat les excavacions es van reprendre entre el 1990 i el 1993, i es van acabar entre el 2002 i el 2007, ja dins dels treballs de rehabilitació i museïtzació. Però el que hi havia abans de les primeres excavacions era molt més significatiu. Descripcions i dibuixos del 1876 i 1881 detallaven que les estances de l'ala est i el porticat d'aquell mateix costat es conservaven encara fins al sostre, que era de volta de canó. També hi havia unes altres termes romanes al Puig de les Ànimes, on destacava una piscina rectangular esglaonada de 9 per 5,76 metres.
Encara es poden observar els mecanismes de funcionament d'aigua gairebé intactes. L'edifici consta d'una piscina central i una sèrie d'habitacions al voltant per rebre tractaments curatius. Hi ha tres espais en la part posterior, inicialment es pensava que eren banyeres, però es tracta d'estades on s'usaven olis. Les seves característiques són eminentment salutíferes vinculades al culte probablement a Apolo o a alguna altra divinitat curativa de malalties. També en aquesta zona està l'ermita de San Grau, amb una tela de la muralla i restes de la vila medieval (Cal Ferrer de la Plaça i Can Trelles). Can Manegat i Ca l'Estapé (Casa Rosa) són dues mostres de l'arquitectura modernista en aquesta zona.

### Font de la Mina i Raig d'en Mel

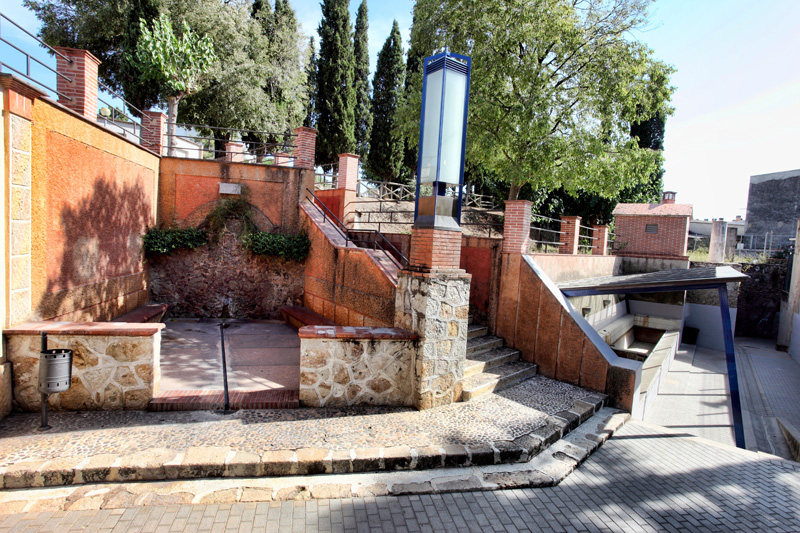
Font de la Mina

La Font de la Mina i el Raig d'en Mel (normalment emprats com a sinònims) són dues fonts termals molt properes que estan entre les més conegudes de la població. Van aparèixer com a conseqüència d'una extracció de terres que es va realitzar per dessecar un camp pantanós. Al fons de la petita depressió hi brolla amb força l'aigua termal (a una temperatura aproximada de 60 °C), que s'aprofita en uns safareigs que recullen l'aigua sobrant de la font.
Tot i que abans del 2010 es consideraven un únic brollador, arran d'un estudi geològic encarregat per l'ajuntament es va determinar que eren dos brolladors diferents, separats per uns metres. Un dels brolladors continuava en domini públic municipal i accessible al públic mentre que l'altre quedava dins la propietat de Vichy Catalán, a la planta d'Aigua Malavella.
El terratrèmol de 3,6 en l'escala de Richter ocorregut el 19 de desembre del 2010, amb epicentre al mateix municipi, va fer que el Raig d'en Mel deixes de rajar de manera temporal.

### Rambla Recolons i Rambla d'en Rufí

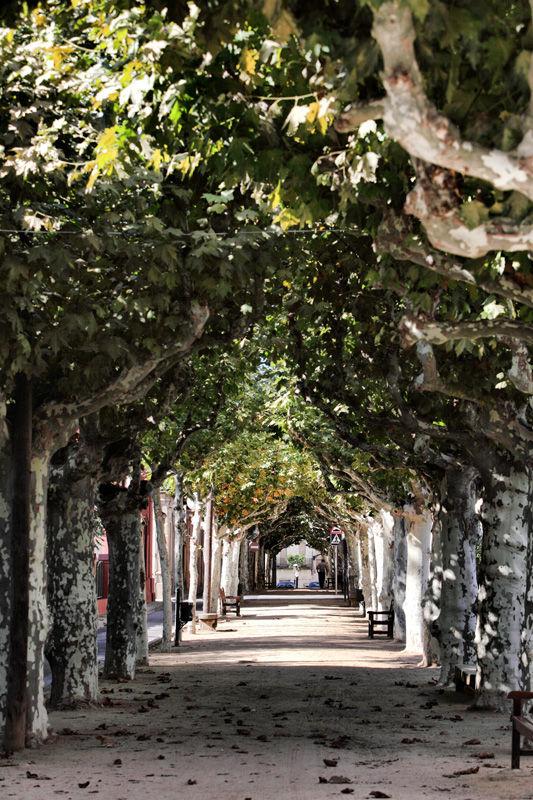
La Rambla

El Sr. Bartolomé Recolons va promoure la urbanització d'aquesta zona on es va construir tota una sèrie d'edificacions que acollien els estiuejants que venien a prendre les seves aigües. Aquestes edificacions, com la resta de construccions d'aquesta època, són d'estil modernista i noucentista i en totes elles podem observar la sensibilitat per les formes arrodonides i pels treballs de forja i ceràmica. En aquest lloc tenim uns bons exemples tals com a: Casa Mes i Ros, Xalet d'Antoni Mas, Casa Motlló, Colònia Rodríguez, Bell Estar, Torre Can Sala i Vila Rosari, coneguda també com la Torre dels Alemanys.

### Granja i font de la Vaca

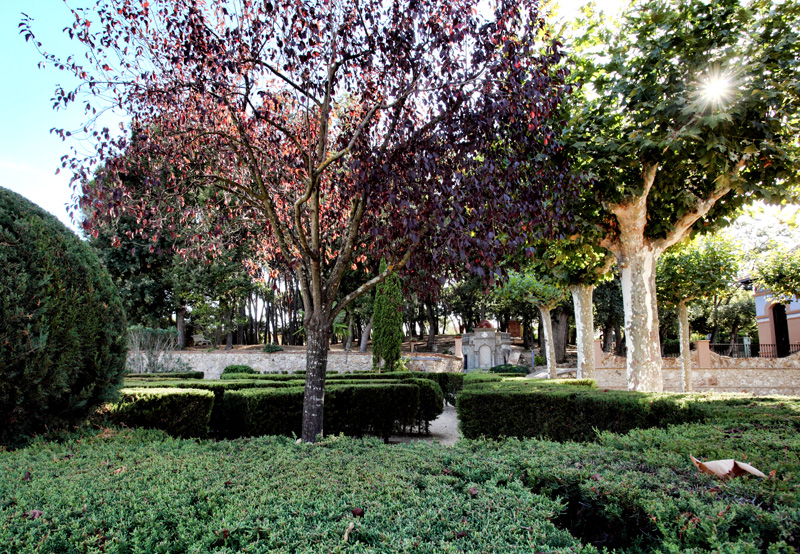
Parc de la Font de la Vaca

La Granja va néixer durant els anys vint amb la promoció d'una urbanització. Tot el passeig i el seu entorn és replet d'elements i xalets modernistes, noucentistes i eclèctics, com a la Torre 2, Vila Catalina o la Torre dels Cavalls. En el centre de la zona trobem, de forma destacada, un parc públic amb la Font de la Vaca en el seu interior, lloc tradicional de trobada i tertúlia.

### Església de Sant Esteve i l'entorn

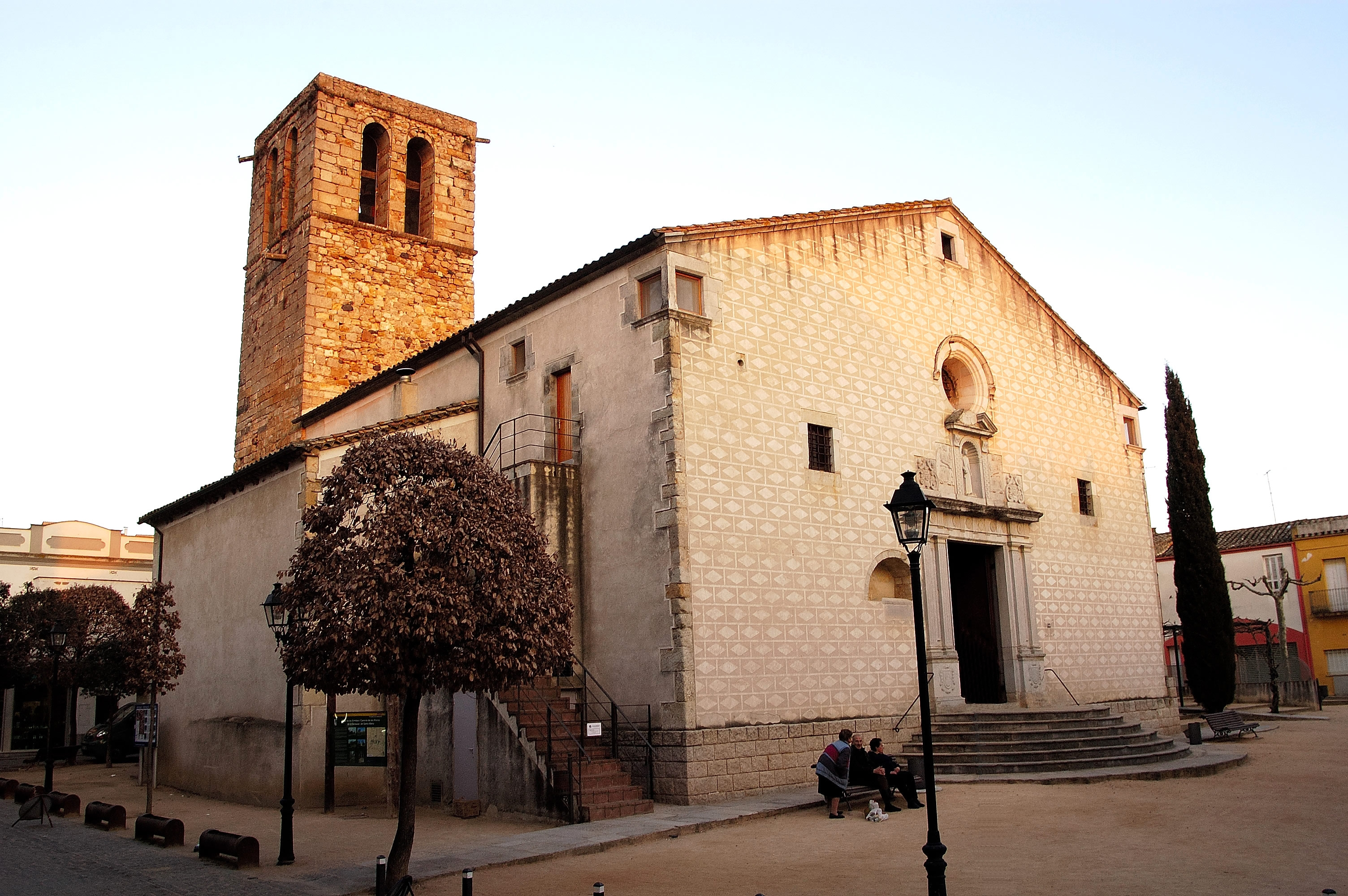
Església Parroquial de Sant Esteve

Església del segle xi dedicada a Sant Esteve. Dels seus orígens només es conserva els absis romànics de grans dimensions, d'estil llombard i la planta basilical. Ha estat reformada en diverses ocasions i el que veiem actualment és majoritàriament del segle xvii. La façana és d'estil renaixentista i en ambdós costats de la porta, en la part inferior, es pot veure un dels símbols de Caldes, unes grans calderes, i a l'esquerra de la portalada, un sarcòfag presenta la inscripció que diu: "L'any del senyor de 1267 el dia sis dels idus de gener es va morir Berenguer Lambardi ben confessat (en Déu), jeu en aquest túmul Berenguer Lambardi, home de feliç memòria. Que la seva ànima tingui la glòria del paradís en companyia dels sants, estimin. T'ho prego: resa per mi, aquest dia: pare nostre".

### Balneari Prats i entorns

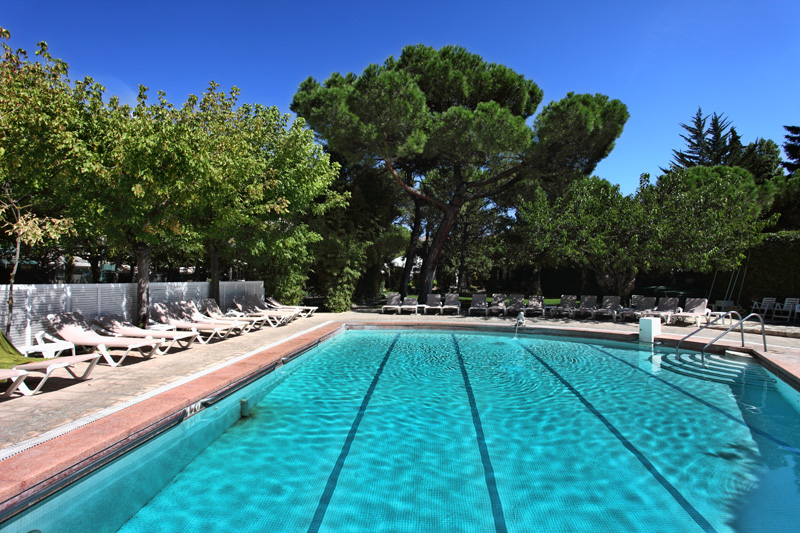
Balneari Prats

Establiment termal que data de la segona meitat del segle xix. El 1912, Eusebi Bona va fer possible la restauració i ampliació que ens ho mostra tal com és ara. S'accedeix per una gran portalada que ens porta als jardins interiors. Sobresurt el disseny acurat dels ornaments florals de les finestres i les rosasses de la façana. Així mateix és rellevant la bona conservació d'alguns salons i menjadors de l'interior del balneari, que reflecteixen l'elegància i el gust de l'època.
Als seus voltants es troba la Casa Pla i Deniel, de finals del segle xix i d'estil neoclàssic. Altres cases destacables que es troben a l'avinguda. Dr. Furest són: Casa del poeta Francesc Matheu, la Torre dels Ocells o la Torre de les Punxes.

### BalneariVichy Catalani avinguda del doctor Furest

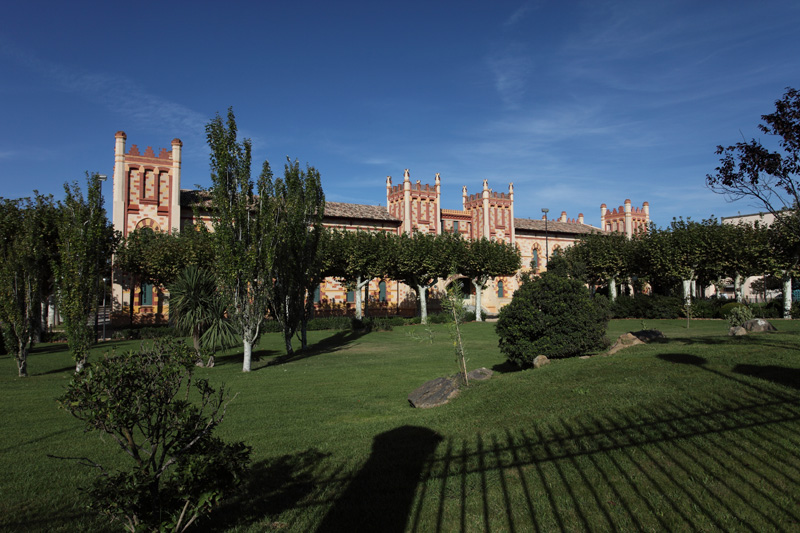
Balneari de Vichy Catalán

És un dels balnearis més grans de Catalunya, la construcció de la qual es va iniciar l'any 1898 per iniciativa del Dr. Modest Furest i Roca. El projecte de l'edifici, d'estil neomudèjar, va ser elaborat en gran part per Gaietà Buigas. En el seu interior hi ha una petita capella dedicada a Sant Josep i a Sant Esteve, de la qual destaquem la porta d'entrada, així com tots els detalls de l'interior. El menjador principal conserva la decoració modernista de principis de segle.
L'avinguda del Dr. Furest és el camí que porta des de l'estació de ferrocarril fins al poble. S'hi troben tota una sèrie de cases destacables amb trets modernistes i noucentistes.

### Sant Maurici iCastell de Malavella[10]

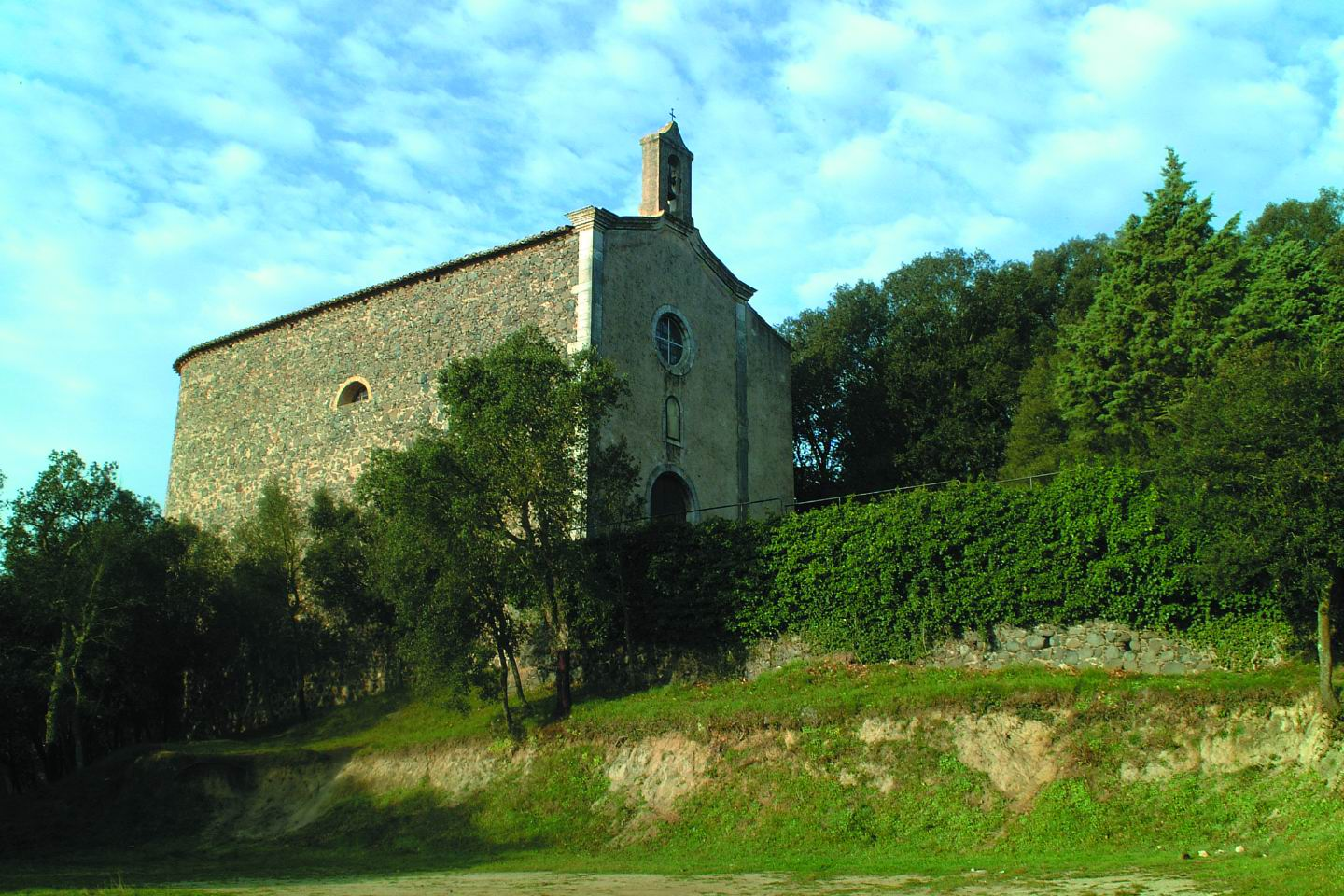
Ermita de Sant Maurici

Documentat ja l'any 1057, el castell es va construir en una zona elevada, com a control del territori. El seu origen es deu a la repoblació d'aquestes terres seguint models feudals. Les seves restes, que daten del segle xii, són de color negre, color que prové de les pedres de basalt que formen el mateix turó, restes d'una antiga xemeneia volcànica. Aquest castell és l'escenari en el qual, segons compta la llegenda, es creu que vivia una "dolenta-vella" (mala vella) que va acabar donant el seu nom al municipi. L'ermita es troba just al costat de les restes del castell i probablement es va erigir per continuar el culte religiós que l'antiga ermita del castell ja feia a la zona. Consagrada a Sant Maurici, general de les legions romanes degollat pel seu defensa de la fe cristiana, va ser privatitzada amb la desamortització de Mendizábal. L'ermita dedicada a Sant Maurici es va construir aprofitant les velles estructures del castell.

## Camp dels Ninots
El Camp dels Ninots és un jaciment paleontològic, inclòs a l'Inventari del Patrimoni Arqueològic i Paleontològic de Catalunya situat en un antic cràter de 500 metres de diàmetre i que deu el seu nom a les formes capritxoses de les pedres d'òpal que abunden. Abans de la seva descoberta mai no s'havien localitzat restes del Plistocè inferior tan concentrades en una mateixa zona, en tanta quantitat i en tan bon estat de conservació. A més de les nombroses mostres d'indústria lítica (eines rudimentàries), que corroboren l'existència d'homínids en aquest lloc de la Selva, fa més d'un milió d'anys.
S'han recuperat, en les argiles a una profunditat d'uns dos metres i mig, fòssils de plantes, un rinoceront i restes de bòvids i de micro mamífers, com rosegadors i eriçons, a més d'aus, tortugues i peixos, que permetran traçar una seqüència exhaustiva de l'ocupació humana i animal més primitiva del qual es té notícia a Catalunya, des del Plistocè inferior enmig. Fins a aquest moment, s'han realitzat tres excavacions, totes elles dutes a terme per l'equip d'arqueòlegs i paleontòlegs de l'Institut de Paleoecología Humana de la Universitat Rovira i Virgili; una primera el setembre del 2004, la segona l'octubre del 2005 i l'última, en la qual es va trobar un tercer bòvid i un rinoceront, el maig del 2006.

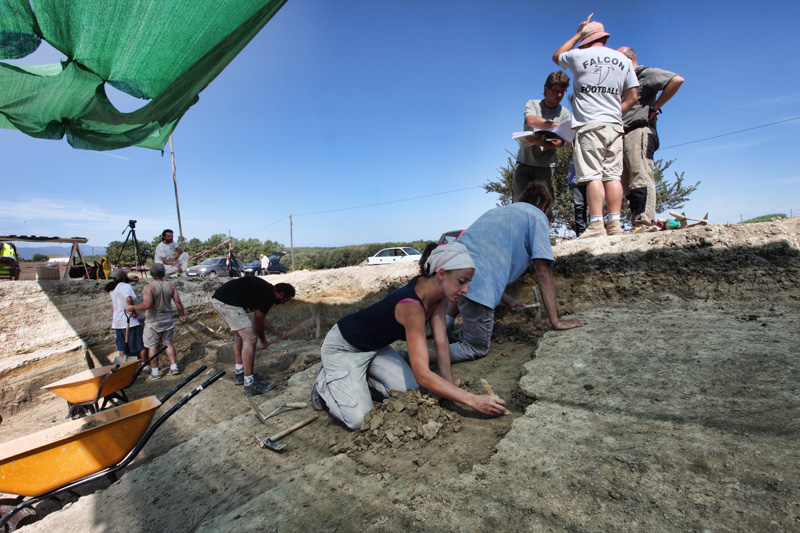
Jaciment paleontològic del Camp dels Ninots

### Poblat medieval de Caulers
Datat entre els segles VIII i IX, quan un grup de gent va repoblar aquest lloc. Aprofitant les ruïnes d'una torre de vigilància de l'època romana es van establir formant un petit poblat, inclòs a l'Inventari del Patrimoni Arqueològic i Paleontològic de Catalunya. La seva planta és la típica dels poblats fronterers dels comtats catalans amb l'Espanya islàmica. Les restes daten del segle ix i ens deixen entreveure una ermita d'una sola nau d'estructura rectangular, a la qual s'accedeix per una porta lateral i un absis quadrat. Absis i nau estan connectats per un arc de mig punt i constitueixen les restes d'una església preromànica, únic exponent d'aquesta època a la nostra comarca.

### Arbres d'interès local
L'Ajuntament de Caldes ha realitzat un inventari dels arbres singulars d'interès local, que recull una vintena d'exemplars escampats per tot el municipi. L'estudi recull les característiques dels arbres, les seves dimensions, la història, les possibles malalties, defectes i proposa actuacions per conservar-los. Pel que fa a les dimensions dels arbres, els més alts són 4 pins d'uns 20 metres d'altura. Destaca el conegut Pi de can Teixidor o d'en Can Llimona, que a causa de la seva altura, sobresurt de la resta d'arbres veïns i és visible des de molts punts del nostre municipi. L'arbre amb el perímetre més gran és l'alzina surera de can Roig, de 5 metres, mentre que el pi de Mas Pla en fa 3,5. Finalment, els arbres més vells són l'alzina surera de can Roig, amb una edat aproximada de 250 anys, i la figuera de Mas Pla, d'entre 200 i 250 anys. La declaració d'interès local d'aquests arbres els donarà una protecció especial que prohibirà la tala o les accions incontrolades.

## Caldencs destacats
- Joaquim Carbó i Masllorens (1932-) escriptor
- Lluís Ferrer i Puigdemont (1924-1980) instrumentista i director de l'Orquestra Maravella
- Francesc Mas i Ros (1901-1985) compositor musical
- Antoni Mas i Bou (1945-) director de cobla i compositor de sardanes
- Mary Nash (1947)
- Mateu Oliveras Blanch (1929-2002) músic, fotògraf i compositor de sardanes
- Narcís Pla i Deniel (1867-1934) advocat i polític
- Carme Raurich i Saba (1920-?) - Escultora
- Joaquim Aleixandri i Babot (1906-2002) alcalde republicà 1937-1938
- Albert Mestres i Emilió (1960-) escriptor, traductor i editor